# Meridiano 23 W
O meridiano 23 W é um meridiano que, partindo do Polo Norte, atravessa o Oceano Ártico, Gronelândia, Islândia, Oceano Atlântico, Oceano Antártico, Antártida e chega ao Polo Sul. Forma um círculo máximo com o Meridiano 157 E.
Começando no Polo Norte, o meridiano 23º Oeste tem os seguintes cruzamentos:
| País, território ou mar | Notas |
| ----------------------- | --- |
| Oceano Ártico           | |
| Gronelândia             | |
| Oceano Ártico           | Estreito da Dinamarca |
| Islândia                | Região de Vestfirðir |
| Breiðafjörður           | |
| Islândia                | Península de Snæfellsnes |
| Oceano Atlântico        | Passa a oeste da Ilha do Sal, Cabo Verde Passa a oeste da Ilha da Boa Vista, Cabo Verde Passa a leste da Ilha do Maio, Cabo Verde |
| Oceano Antártico        | |
| Antártida               | Território Antártico Britânico, reclamado pelo Reino Unido                                                                        |